# Сердце тигра
«Сердце тигра» (англ. Tiger Heart) — кинофильм-боевик в жанре "восточных единоборств".
Слоган фильма — «Take on Eric Chase... and you take on the Tiger».

## Сюжет
Эрик Чейз — сын богатых родителей, но он сам хочет получить образование, и готовится  поступать в колледж в свободное время занимается в школе каратэ и ухаживает за девушкой Стефани. Однажды в городе появляется банда, которая насильно вынуждает жильцов отказаться от своего имущества. Руководителем банды оказывается бывший бизнес-партнёр отца Эрика, который хочет построить супермаркет на месте снесённых домов  Когда они пришли разнести магазин дяди Стефани, парень, конечно, вступился, и ему пришлось иметь дело одному с опасной бандой. Сделана картина в традициях таких фильмов как "Малыш-каратист" и порадует подростков и любителей жанра.

## В ролях
- Тед Ян Робертс — Эрик Чейз
- Кэрол Поттер — Синтия
- Дженнифер Лайонс — Стефани
- Рэнс Ховард — мистер Джонсон
- Джордж Калил — Джек
- Маттиас Хьюз — Хэнк (в титрах не указан)